# Walter van Rosberg
Walter José Maria Antonio van Rosberg (Willemstad, 10 mei 1921 – aldaar, 14 augustus 2001) was een Curaçaos voetbalscheidsrechter en sportbestuurder.
Van Rosberg, die zelf gevoetbald had, werd in 1944 scheidsrechter. Daarnaast was hij toen 1e luitenant bij de schutterij. In 1951 werd hij, als eerste Antilliaan, door de FIFA benoemd tot internationaal scheidsrechter. Hij floot wedstrijden in vier kwalificatiereeksen voor het wereldkampioenschap voetbal en was als grensrechter actief op de Olympische Zomerspelen 1960 en het wereldkampioenschap voetbal 1962. Ook floot hij in de Copa Libertadores 1964. In 1969 stopte hij als scheidsrechter.
In 1945 werd Van Rosberg bestuurslid van de Curaçaose Voetbalbond (CVB). In 1955 werd hij voorzitter van de CVB. Dit zou hij 25 jaar blijven. Nadat deze in 1958 opging in de Nederlands Antilliaanse Voetbal Unie (NAVU) werd Van Rosberg tevens voorzitter van de NAVU. Hij was ook voorzitter van de Curaçaose scheidsrechtersbond (CBVS). In 1965 werd hij lid van het bestuur van de CONCACAF en kreeg de leiding over de scheidsrechters in het Caribische gebied. In 1989 werd Van Rosberg benoemd in de commissie van beroep van de FIFA.
Van Rosberg was chef de mission voor de Nederlandse Antillen op drie Olympische Spelen en behoorde tot de Antilliaanse sportersbegeleiding op meerdere edities van de Pan-Amerikaanse Spelen. Hij kreeg de zilveren Olympische Orde en werd onderscheiden door onder meer de FIFA en de Curaçaose Voetbalbond en de Curaçaose overheid. Ook werd hij gedecoreerd tot Ridder en later gepromoveerd tot Officier in de Orde van Oranje Nassau.
Van Rosberg was gehuwd met Lydia Teresita de Jongh met wie hij zes kinderen kreeg. Hij overleed in 2001 en werd begraven op de algemene begraafplaats Morada Santa Bottelier.